# Bay Village
Bay Village es una ciudad ubicada en el condado de Cuyahoga al oeste de Cleveland en el estado estadounidense de Ohio. En el Censo de 2010 tenía una población de 15651 habitantes y una densidad poblacional de 856.66 personas por km².

## Geografía
Bay Village se encuentra ubicada en las coordenadas 41°29′16″N 81°55′53″O / 41.48778, -81.93139. Según la Oficina del Censo de los Estados Unidos, Bay Village tiene una superficie total de 18.27 km², de la cual 11.83 km² corresponden a tierra firme y (35.27%) 6.44 km² es agua.

## Demografía
Según el censo de 2010, había 15651 personas residiendo en Bay Village. La densidad de población era de 856,66 hab./km². De los 15651 habitantes, Bay Village estaba compuesto por el 96.97% blancos, el 0.54% eran afroamericanos, el 0.1% eran amerindios, el 0.93% eran asiáticos, el 0.03% eran isleños del Pacífico, el 0.34% eran de otras razas y el 1.09% pertenecían a dos o más razas. Del total de la población el 1.6% eran hispanos o latinos de cualquier raza.